# Олещук Олександра Михайлівна
Олещук Олександра Михайлівна (нар. 13 липня 1969, м. Тернопіль) — українська вчена у галузі фармакології, доктор медичних наук (2013), професор (2015), завідувач кафедри фармакології з клінічною фармакологією Тернопільського національного медичного університету імені І. Я. Горбачевського.

## Життєпис
Олександра Олещук народилася 13 липня 1969 у місті Тернопіль .
1988—1994 — навчання у Тернопільському державному медичному інституті, який закінчила з відзнакою.
1994—1997 — аспірантура при кафедрі фармакології Тернопільського державного медичного інституту.
З 1998 року Олександра Олещук працювала асистентом, з 2005 року доцентом кафедри фармакології з клінічною фармакологією ТНМУ .
З вересня 2014 року вона обіймає посаду завідувача кафедри фармакології з клінічною фармакологією Тернопільського національного медичного університету імені І. Я. Горбачевського.

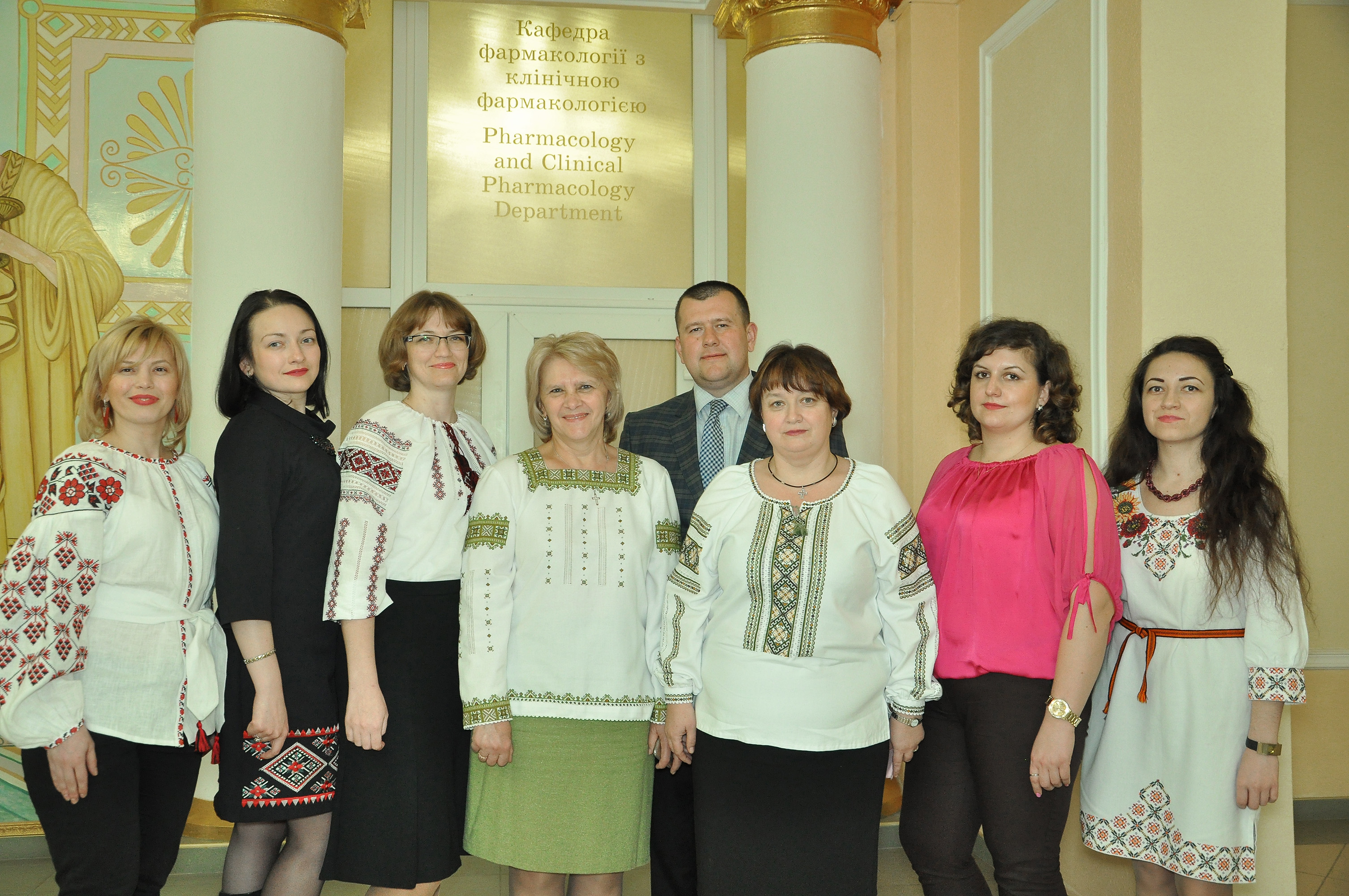
Олександра Олещук (третя справа) з колективом кафедри фармакології з клінічною фармакологією Тернопільського національного медичного університету імені І. Я. Горбачевського

## Наукова діяльність
У 1997 році нею була захищена кандидатська дисертація «Експериментальна терапія ентеросорбентами холестатичних уражень печінки».
У 2013 році Олександра Олещук захистила докторську дисертацію «Роль системи оксиду азоту в патогенезі уражень печінки різного ґенезу».
Олександра Олещук є членом редколегій наукових журналів «Фармацевтичний часопис» «Фармакологія та лікарська токсикологія» та «International Journal of Medicine and Medical Research».
Є членом двох спеціалізованих вчених рад.

## Публікації
Олександра Олещук автор понад 300 публікацій, 4 навчальних посібників з фармакології та лікарської рецептури, 5 патентів. Має публікації в журналах: «Frontiers in Pharmacology», «International Journal of Technology Assessment in Health Care», «International Journal of Applied Pharmaceutics», «Світ медицини та біології», «Медична освіта», «Український біофармацевтичний журнал», «Фармакологія та лікарська токсикологія», «Міжнародний ендокринологічний журнал» та інші.

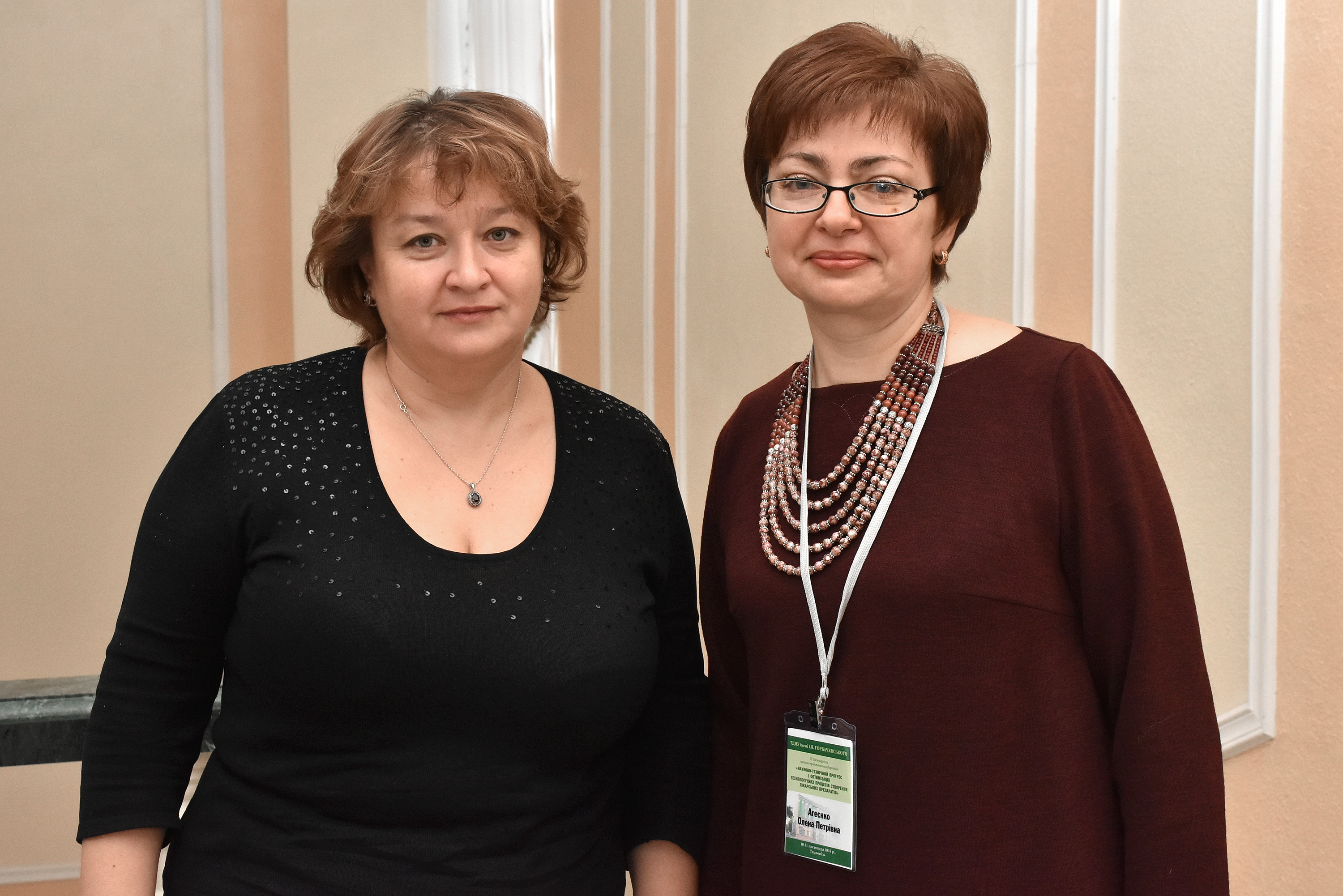
Олександра Олещук (зліва) на науково-практичній конференції «Науково-технічний прогрес і оптимізація технологічних процесів створення лікарський препаратів», 10 листопада 2016 року.

## Громадська діяльність
З 2001 року по грудень 2016 року Олександра Олещук співробітник регіонального відділення ДП «Державний експертний центр МОЗ України», відповідальний за фармаконагляд в Тернопільській області.
З 2016 - 2021  Голова  Експертного комітету з відбору та використання основних лікарських засобів Міністерства охорони здоров'я України.
З серпня 2022 року — заступник голови Експертного комітету з оцінки медичних технологій ДЕЦ МОЗ України
Керівник регіонального відділення (Рівненська обл., Тернопільська обл., Хмельницька обл.) Асоціації фармакологів України.